# Samuel Koeberlé
Samuel Koeberlé (* 26. November 2004 in Reims) ist ein französischer Fußballspieler, der aktuell bei Stade Reims unter Vertrag steht.

## Karriere

### Verein
Koeberlé begann seine fußballerische Ausbildung 2010 beim SC Tinqueux. Nach drei Jahren dort wechselte er in die Jugendakademie von Stade Reims. In der Saison 2017/18 spielte er kurz in der Jugend bei Entente Reims Sainte-Anne. Am 1. Mai 2022 (35. Spieltag) debütierte er nach später Einwechslung bei einem 2:1-Auswärtssieg gegen den FC Lorient für die Profimannschaft in der Ligue 1. Insgesamt spielte er in der Saison 2021/22 hauptsächlich für die zweite Mannschaft in der National 2 und nur dieses eine Mal bei den Profis. Daraufhin unterschrieb er Ende Mai 2022 seinen ersten Profivertrag bei dem Verein. In der Saison 2022/23 kam er erneut hauptsächlich in der zweiten Mannschaft zum Einsatz, wurde aber auch zweimal in der ersten Mannschaft berücksichtigt – je einmal im Coupe de France und in der Ligue 1. In der darauffolgenden Spielzeit 2023/24 gehörte er nur an einem Spieltag dem Spieltagskader der Profis an und spielte ansonsten weiterhin für die Reserve. In der Saison 2024/25 stand er nicht mehr im erweiterten Kader der ersten Mannschaft und absolvierte 24 Spiele für die zweite Mannschaft, bei denen er zeitweise auch als Kapitän auflief.

### Nationalmannschaft
Koeberlé spielte bislang dreimal für das französische U18-Team.

## Familie
Sein Vater Patrick Koeberlé war auch Fußballspieler und ebenfalls drei Jahre lang für Stade Reims aktiv.